# Lothar Groppe

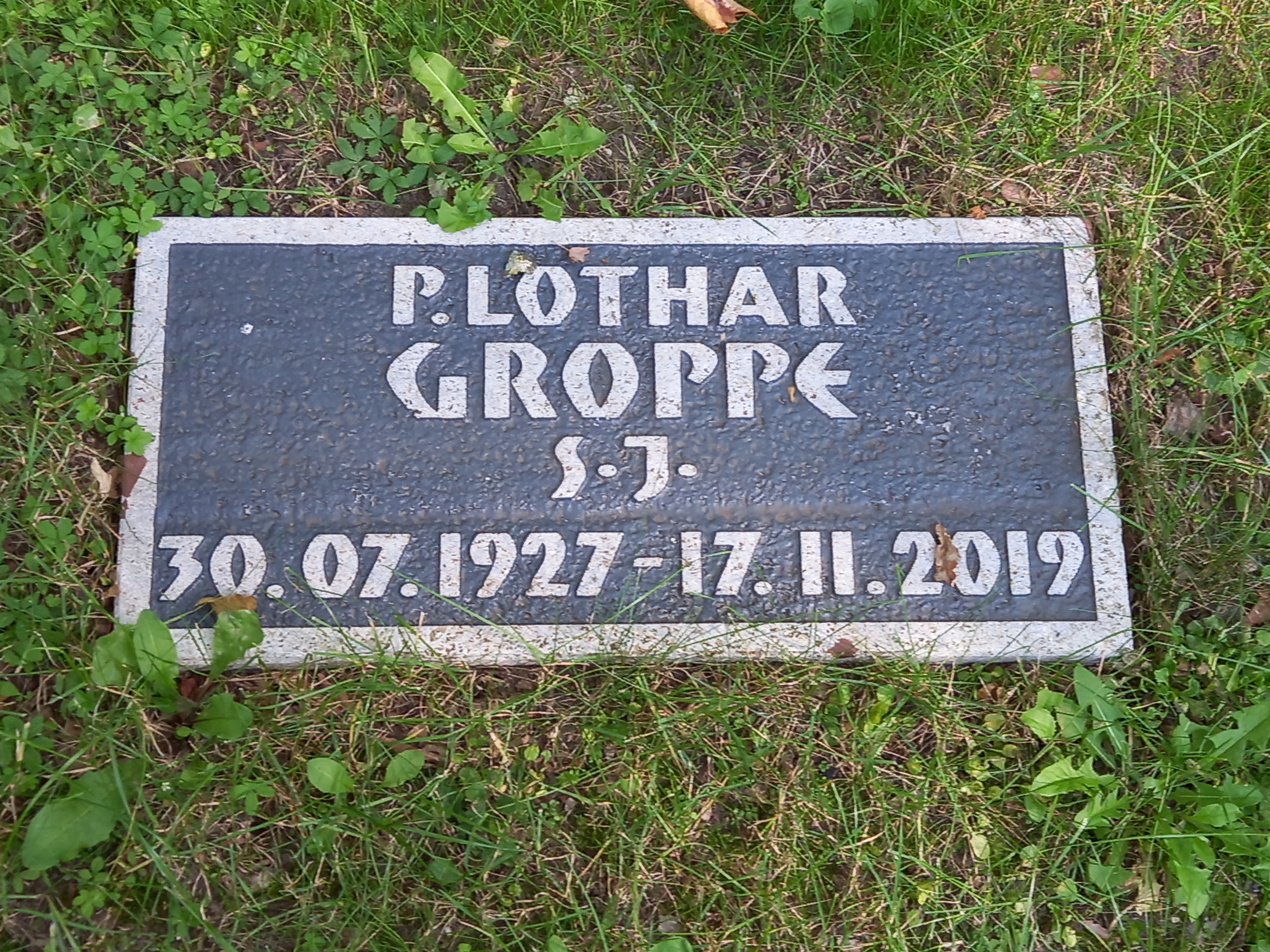
Das Grab von Lothar Groppe in der Grablege der Jesuiten auf dem katholischen Domfriedhof St. Hedwig III in Berlin

Lothar Groppe SJ (* 30. Juli 1927 in Münster; † 17. November 2019 in Berlin) war ein deutscher Jesuit und Militärpfarrer sowie Publizist.

## Leben
Lothar Groppe war der Sohn des Widerstandskämpfers Theodor Groppe. Dieser wurde als Generalleutnant der Wehrmacht 1942 degradiert, aus der Wehrmacht ausgestoßen und im August 1944 von der Gestapo verhaftet.
Nach dem Krieg studierte Lothar Groppe Rechtswissenschaft, trat 1948 in den Jesuitenorden ein und wurde am 31. Juli 1959 zum Priester geweiht. Er lehrte an Gymnasien, war ab 1962 in der Militärseelsorge und von 1963 bis 1971 als Dozent und Militärdekan an der Führungsakademie der Bundeswehr in Hamburg tätig, die General- und Admiralstabsoffiziere ausbildet.
Von 1973 bis 1987 hielt er Vorlesungen und Seminare für die österreichischen Generalstabslehrgänge. Eine Zeit lang leitete er die deutsche Sektion von Radio Vatikan. Von 1982 bis 2006 war er als Krankenhausseelsorger in Berlin und Bad Pyrmont tätig, danach bis Ende 2007 als Hausgeistlicher in Berlin. Zwischenzeitlich lebte er in Köln-Mülheim und als Seelsorger in der Mutter-Kind-Klinik „Maria Meeresstern“ in Niendorf. Seit August 2015 lebte er im Peter-Faber-Haus, dem Seniorenheim seines Ordens in Berlin-Kladow, wo er im November 2019 starb. Sein Grab befindet sich in der Grablege der Jesuiten auf dem Katholischen Domfriedhof St. Hedwig in Berlin-Reinickendorf.

## Wirken
Groppe war publizistisch tätig und befasste sich vorwiegend mit religiösen, geschichtlichen und politischen Themen. Er veröffentlichte vielfältige Aufsätze, u. a. in Theologisches, Katholische Bildung, Junge Freiheit und Soldat im Volk.
Bis zu deren Einstellung schrieb er oft für die katholische Jugendzeitschrift Komm Mit sowie im gleichnamigen Kalender bzw. Jahrbuch, da er ein enger Freund des 2002 verstorbenen Herausgebers Günter Stiff war. Später publizierte Groppe noch oft zu Glaubensfragen in der Kirchlichen Umschau. Einen Schwerpunkt seiner Tätigkeit bildeten Beiträge zum Kirchenkampf im Dritten Reich und Stellungnahmen zur Kritik an Papst Pius XII.
Mit Caspar von Schrenck-Notzing, Gerhard Löwenthal, Christa Meves und Hans Graf Huyn (CSU) betreute er das „Konservative Büro“ in Bielefeld.
Im Ostpreußenblatt, der Märkischen Zeitung und in Vorträgen setzte sich Groppe für die Sache der Vertriebenen ein und nahm Stellung gegen die seiner Ansicht nach betriebene Instrumentalisierung von Auschwitz. Zusammen mit Franz Uhle-Wettler und der Staats- und Wirtschaftspolitischen Gesellschaft (SWG) unterstützte er die Kritik an der Wehrmachtsausstellung.

## Positionen
1980 erarbeitete Groppe „mit Soldaten aus der Truppe und dem Generalstab“ eine Studie zur Bekämpfung von Terroristen. Diese Studie spricht sich für den Einsatz der Bundeswehr gegen Terroristen aus. Ferner wird darin u. a. erwogen, die Todesstrafe für Terroristen wiedereinzuführen bzw. die Androhung der Hinrichtung inhaftierter Terroristen als Druckmittel bei terroristischen Geiselnahmen einzusetzen ebenso wie die Verweigerung bzw. Einstellung der (medizinischen) Hilfeleistung für verletzte Terroristen.

## Veröffentlichungen
- Theodor Groppe (1882–1973) – Der »Schwarze General«. Ein deutscher Soldat im Kampf für Recht und Sitte, Wien 1977
- Die Erzbischöfliche Hilfsstelle für nichtarische Katholiken in Wien, Wien 1978
- Die Stellung der katholischen Kirche zu Krieg und Frieden, Wien 1981
- Theodor Groppe, der „schwarze General“ als Widerstandskämpfer, Wien 1985
- Friedrich von Spee. Priester, Dichter, Kämpfer für die Menschenrechte (zum 350. Todestag), Wien 1986
- P. Michael Pro SJ (1891–1927). Ein mexikanischer Schlingel wird Priester und Martyrer, München 1988
- War Pius XII. Antisemit? In: Theologisches, Jg. 32, Heft 3/4–2002, S. 115–118 (online)
- Zur Seligsprechung von Kardinal Graf von Galen (1878–1946) am 9. Oktober 2005, Katholische Bildung, Sonderdruck, Essen 10/2005
- Des „schwarzen Generals“ Kampf um Recht und Sitte. In: Neues Magazin für Hanauische Geschichte 2008, S. 193–222
- Antisemitismus darf nicht ohne Widerspruch bleiben. In: Theologisches, Heft 1/2–2009
- Kirchlicher Einsatz für verfolgte Juden im Dritten Reich. Die Erzbischöfliche Hilfsstelle für nichtarische Katholiken in Wien. Die Dokumentation des Pater Ludger Born SJ bearbeitet und ergänzt durch Pater Lothar Groppe SJ. Bad Schussenried 2016, ISBN 978-3-87336-582-7

Beiträge in:
- Klaus Motschmann (Hrsg.): Abschied vom Abendland? Die Moderne in der Krise. Leopold Stocker Verlag, Graz ISBN 978-3-7020-0798-0.
- Dieter Stein (Hrsg.): Ein Leben für Deutschland. Gedenkschrift für Wolfgang Venohr 1925–2005. Berlin 2005, Verlag Junge Freiheit, ISBN 978-3-929886-24-5.
- Georg Ratzinger, Roger Zörb (Hrsg.): Festschrift der Gesellschaft zur Förderung öffentlicher Verantwortung e. V. für den Heiligen Vater Papst Benedikt XVI. – Zum 80. Geburtstag. Lünen 2007.
- Klaus Motschmann (Hrsg.): Zeugnis und Widerstand – Der Christ in Kultur- und Kirchenkämpfen unserer Zeit. Uhldingen-Mühlhofen 2007.
- Thomas Marin (Hrsg.): Theodor Groppe – der „Schwarze General“ – Ein katholischer Soldat im Kampf für Recht und Sitte. Bad Schussenried 2008, ISBN 978-3-87336-909-2.